# Смолдзіно (Картузький повіт)
Смолдзіно (пол. Smołdzino) — село в Польщі, у гміні Пшодково Картузького повіту Поморського воєводства.
Населення — 309 осіб (2011).
У 1975-1998 роках село належало до Гданського воєводства.

## Демографія
Демографічна структура станом на 31 березня 2011 року:
|          | Загалом | Допрацездатний вік | Працездатний вік | Постпрацездатний вік |
| -------- | ------- | ------------------ | ---------------- | -------------------- |
| Чоловіки | 151     | 42                 | 104              | 5                    |
| Жінки    | 158     | 44                 | 99               | 15                   |
| Разом    | 309     | 86                 | 203              | 20                   |